# Chris Seitz
Christopher Seitz (San Luis Obispo, 12 marzo 1987) è un ex calciatore statunitense, di ruolo portiere.

## Palmarès

### Club

#### Competizioni nazionali
- Campionato MLS: 1

Real Salt Lake: 2009
- US Open Cup: 1

FCDallas:2016
- MLS Supporters' Shield: 1

FC Dallas: 2016